# Hokej na ledu na Zimskih olimpijskih igrah 2010 - moški
Moški turnir v hokeju na ledu na Zimskih olimpijskih igrah 2010 se je odvijal med 16. in 28. februarjem v Vancouvru, Britanska Kolumbija, Kanada.

## Postave
| Skupina A - Kanada (postava) - Norveška (postava) - Švica (postava) - ZDA (postava) | Skupina B - Češka (postava) - Latvija (postava) - Rusija (postava) - Slovaška (postava) | Skupina C - Belorusija (postava) - Finska (postava) - Nemčija (postava) - Švedska (postava) |

## Skupinski del

### Skupina A
| Reprezentanca | OT | Z | ZPP | PPP | P | DG | PG | GR  | TOČ |
| ------------- | -- | - | --- | --- | - | -- | -- | --- | --- |
| ZDA           | 3  | 3 | 0   | 0   | 0 | 14 | 5  | +9  | 9   |
| Kanada        | 3  | 1 | 1   | 0   | 1 | 14 | 7  | +7  | 5   |
| Švica         | 3  | 0 | 1   | 1   | 1 | 8  | 10 | −2  | 3   |
| Norveška      | 3  | 0 | 0   | 1   | 2 | 5  | 19 | −14 | 1   |

| 16. februar 2010 | ZDA | 3 - 1 | Švica | Canada Hockey Place, Vancouver |

| Poročilo tekme | Poročilo tekme                                          | Poročilo tekme         | Poročilo tekme                           | Poročilo tekme                                                      |
| -------------- | ------------------------------------------------------- | ---------------------- | ---------------------------------------- | ------------------------------------------------------------------- |
| Začetek: 12:00 | Ryan - 18:59 Backes - 25:52 Malone (Suter) (PP) - 28:25 | ( 1 - 0, 2 - 0, 0 - 1) | 49:45 - Wick (Domenichelli, Streit) (PP) | Gledalci: 16.700 Sodnika: Vjačeslav Bulanov Sodnika: Dan O'Halloran |

| 16. februar 2010 | Kanada | 8 - 0 | Norveška | Canada Hockey Place, Vancouver |

| Poročilo tekme | Poročilo tekme | Poročilo tekme         | Poročilo tekme | Poročilo tekme                                                  |
| -------------- | --- | ---------------------- | -------------- | --------------------------------------------------------------- |
| Začetek: 16:30 | Iginla (Crosby, Doughty) (PP) - 22:30 Heatley (Pronger, Thornton) - 24:27 Richards (Bergeron, Weber) - 33:06 Getzlaf (Niedermayer, Toews) - 44:29 Heatley (Marleau, Boyle) - 46:43 Iginla (Nash, Crosby) - 47:36 Perry (Staal, Boyle) - 51:03 Iginla (Nash, Crosby) - 58:11 | ( 0 - 0, 3 - 0, 5 - 0) |                | Gledalci: 16.650 Sodnika: Jyri Ronn Sodnika: Christopher Rooney |

| 18. februar 2010 | ZDA | 6 - 1 | Norveška | Canada Hockey Place, Vancouver |

| Poročilo tekme | Poročilo tekme | Poročilo tekme         | Poročilo tekme      | Poročilo tekme                                                 |
| -------------- | --- | ---------------------- | ------------------- | -------------------------------------------------------------- |
| Začetek: 12:00 | Kessel (Pavelski, Malone) - 02:39 Drury (Callahan, Backes) - 13:04 Kane (Parise) - 25:52 Malone (J. Johnson, Miller) - 54:19 Rafalski (Parise, Kessel) (PP) - 57:00 Rafalski (Suter, Pavelski) - 59:23 | ( 2 - 0, 1 - 1, 3 - 0) | 28:37 - Holtet (SH) | Gledalci: 16.700 Sodnika: Marc Joannette Sodnika: Guy Pellerin |

| 18. februar 2010 | Švica | 2 - 3 (SO) | Kanada | Canada Hockey Place, Vancouver |

| Poročilo tekme | Poročilo tekme                                                                                       | Poročilo tekme                       | Poročilo tekme                                                                                     | Poročilo tekme                                                    |
| -------------- | --- | ------------------------------------ | -------------------------------------------------------------------------------------------------- | ----------------------------------------------------------------- |
| Začetek: 16:30 | Rüthemann (Plüss, Paterlini - 28:59 von Gunten (Monnet, Furrer) - 39:50 Domenichelli Lemm Wick Plüss | ( 0 - 1, 2 - 1, 0 - 0, 0 - 0, 0 - 1) | 09:21 - Heatley (Marleau, Toews) 20:35 - Marleau (Heatley, Weber) (PP) Crosby Toews Getzlaf Crosby | Gledalci: 17.000 Sodnika: Dennis LaRue Sodnika: Marcus Vinnerborg |

| 20. februar 2010 | Norveška | 4 - 5 (OT) | Švica | Canada Hockey Place, Vancouver |

| Poročilo tekme | Poročilo tekme | Poročilo tekme                | Poročilo tekme | Poročilo tekme                                                |
| -------------- | --- | ----------------------------- | --- | ------------------------------------------------------------- |
| Začetek: 12:00 | Vikingstad (Thoresen, Jakobsen) - 12:21 Hansen (Thoresen) (PP) - 25:24 Vikingstad (Zuccarello Aasen, Olimb) - 38:46 Vikingstad (Thoresen) - 52:18 | ( 1 - 1, 2 - 2, 1 - 1, 0 - 1) | 01:03 - Sprunger (Domenichelli, Sannitz) 29:15 - Wick (Seger, Plüss) 35:42 - Sannitz (Seger, Wick) 49:56 - Blindenbacher (Wick, Streit) (PP) 62:28 - Lemm (Jeannin) | Gledalci: 16.950 Sodnika: Paul Devorski Sodnika: Peter Orszag |

| 21. februar 2010 | Kanada | 3 - 5 | ZDA | Canada Hockey Place, Vancouver |

| Poročilo tekme | Poročilo tekme                                                                                   | Poročilo tekme         | Poročilo tekme | Poročilo tekme                                                    |
| -------------- | ------------------------------------------------------------------------------------------------ | ---------------------- | --- | ----------------------------------------------------------------- |
| Začetek: 16:45 | Staal (Seabrook, Toews) - 08:53 Heatley (Toews, Weber) - 23:32 Crosby (Nash, Keith) (PP) - 56:51 | ( 1 - 2, 1 - 1, 1 - 2) | 00:41 - Rafalski (Suter, Langenbrunner) 09:15 - Rafalski 36:46 - Drury (Ryan, Backes) 47:09 - Langenbrunner (Rafalski, Suter) (PP) 59:15 - Kesler (Parise) (EN) | Gledalci: 18.550 Sodnika: Christopher Rooney Sodnika: Brad Watson |

### Skupina B
| Reprezentanca | OT | Z | ZPP | PPP | P | DG | PG | GR  | TOČ |
| ------------- | -- | - | --- | --- | - | -- | -- | --- | --- |
| Rusija        | 3  | 2 | 0   | 1   | 0 | 13 | 6  | +7  | 7   |
| Češka         | 3  | 2 | 0   | 0   | 1 | 10 | 7  | +3  | 6   |
| Slovaška      | 3  | 1 | 1   | 0   | 1 | 9  | 4  | +5  | 5   |
| Latvija       | 3  | 0 | 0   | 0   | 3 | 4  | 19 | −15 | 0   |

| 16. februar 2010 | Rusija | 8 - 2 | Latvija | Canada Hockey Place, Vancouver |

| Poročilo tekme | Poročilo tekme | Poročilo tekme         | Poročilo tekme                                                            | Poročilo tekme                                                    |
| -------------- | --- | ---------------------- | ------------------------------------------------------------------------- | ----------------------------------------------------------------- |
| Začetek: 21:00 | Zaripov (Fjodorov, Nikulin) - 02:38 Radulov (Fjodorov, Kalinin) - 07:46 Ovečkin (Semin) - 19:25 Malkin (Afinogenov, Kovalčuk) (PP) - 38:18 Ovečkin (Dacjuk) - 40:59 Zaripov (Zinovjev) - 41:30 Kovalčuk (Malkin, Tjutin) - 43:04 Morozov (Markov) - 58:57 | ( 3 - 0, 1 - 0, 4 - 2) | 40:33 - Vasiļjevs (Ņiživijs, Cipulis) 43:35 - Ankipāns (Sprukts, Karsums) | Gledalci: 16.850 Sodnika: Dennis LaRue Sodnika: Marcus Vinnerborg |

| 17. februar 2010 | Češka | 3 - 1 | Slovaška | Canada Hockey Place, Vancouver |

| Poročilo tekme | Poročilo tekme                                                                           | Poročilo tekme         | Poročilo tekme                         | Poročilo tekme                                              |
| -------------- | ---------------------------------------------------------------------------------------- | ---------------------- | -------------------------------------- | ----------------------------------------------------------- |
| Začetek: 21:00 | Eliáš (Havlát, Blaťák) - 09:02 Jágr (Červenka) - 37:56 Plekanec (Jágr, Židlický) - 39:58 | ( 1 - 0, 2 - 1, 0 - 0) | 20:47 - Gáborík (Mari. Hossa, Demitra) | Gledalci: 16.900 Sodnika: Brent Reiber Sodnika: Brad Watson |

| 18. februar 2010 | Slovaška | 2 - 1 (SO) | Rusija | Canada Hockey Place, Vancouver |

| Poročilo tekme | Poročilo tekme                                                                                         | Poročilo tekme                       | Poročilo tekme                                                                            | Poročilo tekme                                                 |
| -------------- | --- | ------------------------------------ | ----------------------------------------------------------------------------------------- | -------------------------------------------------------------- |
| Začetek: 21:00 | Mari. Hossa (Demitra, Marc. Hossa) - 49:48 Stümpel Demitra Mari. Hossa Stümpel Handzuš Gáborík Demitra | ( 0 - 0, 0 - 1, 1 - 0, 0 - 0, 1 - 0) | 25:32 - Morozov (Markov, Zinovjev) Morozov Ovečkin Dacjuk Ovečkin Kovalčuk Ovečkin Malkin | Gledalci: 17.200 Sodnika: Danny Kurmann Sodnika: Bill McCreary |

| 19. februar 2010 | Češka | 5 - 2 | Latvija | Canada Hockey Place, Vancouver |

| Poročilo tekme | Poročilo tekme | Poročilo tekme         | Poročilo tekme                                                       | Poročilo tekme                                                  |
| -------------- | --- | ---------------------- | -------------------------------------------------------------------- | --------------------------------------------------------------- |
| Začetek: 16:30 | Krejčí (Erat, Fleischmann) - 02:30 M. Michálek (Plekanec, Židlický) - 03:33 Jágr (Židlický, Kaberle) (PP) - 05:07 Kaberle (Eliáš, Židlický) (PP) - 26:33 Eliáš (SH) (EN) - 59:42 | ( 3 - 0, 1 - 2, 1 - 0) | 35:30 - Sotnieks (Vasiļjevs) 38:26 - Ankipāns (Karsums, Pujacs) (PP) | Gledalci: 17.000 Sodnika: Jyri Ronn Sodnika: Christopher Rooney |

| 20. februar 2010 | Latvija | 0 - 6 | Slovaška | Canada Hockey Place, Vancouver |

| Poročilo tekme | Poročilo tekme | Poročilo tekme         | Poročilo tekme | Poročilo tekme                                                      |
| -------------- | -------------- | ---------------------- | --- | ------------------------------------------------------------------- |
| Začetek: 16:30 |                | ( 0 - 3, 0 - 2, 0 - 1) | 02:44 - Višňovský (Stümpel, Zedník) (PP) 09:11 - Zedník (Handzuš, Bartečko) 17:08 - Stümpel (Pálffy) 21:07 - Mari. Hossa (Stümpel) {PP) 22:20 - Handzuš 57:20 - Baranka (Handzuš, Štrbák) | Gledalci: 17.000 Sodnika: Dan O'Halloran Sodnika: Marcus Vinnerborg |

| 21. februar 2010 | Rusija | 4 - 2 | Češka | Canada Hockey Place, Vancouver |

| Poročilo tekme | Poročilo tekme | Poročilo tekme         | Poročilo tekme                                                                 | Poročilo tekme                                                 |
| -------------- | --- | ---------------------- | ------------------------------------------------------------------------------ | -------------------------------------------------------------- |
| Začetek: 12:00 | Malkin (Dacjuk, Ovečkin) (PP) - 15:13 Kozlov (Radulov, Fjodorov) - 34:34 Malkin (Semin, Tjutin) - 41:49 Dacjuk (Malkin, Ovečkin) (EN) - 59:47 | ( 1 - 1, 1 - 0, 2 - 1) | 19:06 - Plekanec (Eliáš, Kaberle) (PP2) 54:51 - M. Michálek (Židlický, Blaťák) | Gledalci: 17.100 Sodnika: Dan O'Halloran Sodnika: Guy Pellerin |

### Skupina C
| Reprezentanca | OT | Z | ZPP | PPP | P | DG | PG | GR | TOČ |
| ------------- | -- | - | --- | --- | - | -- | -- | -- | --- |
| Švedska       | 3  | 3 | 0   | 0   | 0 | 9  | 2  | +7 | 9   |
| Finska        | 3  | 2 | 0   | 0   | 1 | 10 | 4  | +6 | 6   |
| Belorusija    | 3  | 1 | 0   | 0   | 2 | 8  | 12 | −4 | 3   |
| Nemčija       | 3  | 0 | 0   | 0   | 3 | 3  | 12 | −9 | 0   |

| 17. februar 2010 | Finska | 5 - 1 | Belorusija | Canada Hockey Place, Vancouver |

| Poročilo tekme | Poročilo tekme | Poročilo tekme         | Poročilo tekme                | Poročilo tekme                                                |
| -------------- | --- | ---------------------- | ----------------------------- | ------------------------------------------------------------- |
| Začetek: 12:00 | Jokinen (S. Koivu, Selänne) (PP) - 03:24 Hagman (M. Koivu, Pitkänen) (PP) - 17:50 Hagman (M. Koivu) - 36:52 Filppula (M. Koivu) - 40:23 J. Ruutu (Kukkonen, Kapanen) - 52:59 | ( 2 - 0, 1 - 1, 2 - 0) | 20:21 - S. Kosticin (Demagin) | Gledalci: 16.650 Sodnika: Paul Devorski Sodnika: Peter Orszag |

| 17. februar 2010 | Švedska | 2 - 0 | Nemčija | Canada Hockey Place, Vancouver |

| Poročilo tekme | Poročilo tekme                                                        | Poročilo tekme         | Poročilo tekme | Poročilo tekme                                                 |
| -------------- | --------------------------------------------------------------------- | ---------------------- | -------------- | -------------------------------------------------------------- |
| Začetek: 16:30 | Öhlund (Enström, Weinhandl) (PP) - 24:29 Eriksson (Bäckström) - 34:13 | ( 0 - 0, 2 - 0, 0 - 0) |                | Gledalci: 16.950 Sodnika: Marc Joannette Sodnika: Guy Pellerin |

| 19. februar 2010 | Belorusija | 2 - 4 | Švedska | Canada Hockey Place, Vancouver |

| Poročilo tekme | Poročilo tekme                                                       | Poročilo tekme         | Poročilo tekme | Poročilo tekme                                               |
| -------------- | -------------------------------------------------------------------- | ---------------------- | --- | ------------------------------------------------------------ |
| Začetek: 12:00 | Meleško (Stasenko, Rjadinski) (PP) - 34:40 Meleško (Kulakov) - 51:33 | ( 0 - 2, 1 - 1, 1 - 1) | 06:40 - D. Sedin (H. Sedin, Weinhandl) 09:04 - Alfredsson (Johansson, Bäckström) (PP) 29:35 - Franzén (Påhlsson, Modin) 59:49 - Alfredsson (H. Sedin, D. Sedin) | Gledalci: 16.900 Sodnika: Dennis LaRue Sodnika: Brent Reiber |

| 19. februar 2010 | Finska | 5 - 0 | Nemčija | Canada Hockey Place, Vancouver |

| Poročilo tekme | Poročilo tekme | Poročilo tekme         | Poročilo tekme | Poročilo tekme                                                   |
| -------------- | --- | ---------------------- | -------------- | ---------------------------------------------------------------- |
| Začetek: 21:00 | T. Ruutu (Niskala, Hagman) (PP) - 04:21 Timonen (S. Koivu, Jokinen) (PP) - 24:04 Timonen (Salo, Selänne) (PP) - 36:03 J. Ruutu (Peltonen, Kapanen) - 47:10 Pitkänen (Hagman) (PP) - 49:01 | ( 1 - 0, 2 - 0, 2 - 0) |                | Gledalci: 16.650 Sodnika: Vjačeslav Bulanov Sodnika: Brad Watson |

| 20. februar 2010 | Nemčija | 3 - 5 | Belorusija | Canada Hockey Place, Vancouver |

| Poročilo tekme | Poročilo tekme                                                                  | Poročilo tekme         | Poročilo tekme | Poročilo tekme                                                 |
| -------------- | ------------------------------------------------------------------------------- | ---------------------- | --- | -------------------------------------------------------------- |
| Začetek: 21:00 | Seidenberg (Sturm, Goc) (PP) - 05:39 Tripp (Rankel) - 51:49 Goc (Hecht) - 52:10 | ( 1 - 1, 0 - 1, 2 - 3) | 10:43 - Ugarov 28:36 - Kaljužni (Kosticin, Stasenko) 51:10 - Kosticin (Kolcov) 54:36 - Salei (Kaljužni, Kosticin) (PP) 58:45 - Kaljužni (Kolcov, Kosticin) | Gledalci: 17.000 Sodnika: Danny Kurmann Sodnika: Bill McCreary |

| 21. februar 2010 | Švedska | 3 - 0 | Finska | Canada Hockey Place, Vancouver |

| Poročilo tekme | Poročilo tekme | Poročilo tekme         | Poročilo tekme | Poročilo tekme                                                  |
| -------------- | --- | ---------------------- | -------------- | --------------------------------------------------------------- |
| Začetek: 21:00 | Eriksson (Bäckström, Johansson) (PP2) - 06:41 Bäckström (D. Sedin) - 24:19 Eriksson (Franzén, Bäckström) (PP) - 38:08 | ( 1 - 0, 2 - 0, 0 - 0) |                | Gledalci: 17.400 Sodnika: Marc Joannette Sodnika: Danny Kurmann |

## Uvrstitev po skupinskem delu
|  | Reprezentanca je avtomatično uvrščena v končnico |

|     | Reprezentanca | OT | Mesto | TOČ | RAZ | GF | SL |
| --- | ------------- | -- | ----- | --- | --- | -- | -- |
| 1D  | ZDA           | 3  | 1     | 9   | +9  | 14 | 5  |
| 2D  | Švedska       | 3  | 1     | 9   | +7  | 9  | 3  |
| 3D  | Rusija        | 3  | 1     | 7   | +7  | 13 | 1  |
| 4D  | Finska        | 3  | 2     | 6   | +6  | 10 | 4  |
| 5D  | Češka         | 3  | 2     | 6   | +3  | 10 | 6  |
| 6D  | Kanada        | 3  | 2     | 5   | +7  | 14 | 2  |
| 7D  | Slovaška      | 3  | 3     | 5   | +5  | 9  | 9  |
| 8D  | Švica         | 3  | 3     | 3   | -2  | 8  | 7  |
| 9D  | Belorusija    | 3  | 3     | 3   | -4  | 8  | 8  |
| 10D | Norveška      | 3  | 4     | 1   | -14 | 5  | 11 |
| 11D | Nemčija       | 3  | 4     | 0   | -9  | 3  | 12 |
| 12D | Latvija       | 3  | 4     | 0   | -15 | 4  | 10 |

Mesto - mesto na lestvici v skupini, RAZ - razlika v zadetkih, GF - danih zadetkov, SL - uvrstitev na svetovni lestvici

## Uvrstitveni krog
Po dokončanem skupinskem delu bodo vse reprezentance rangirane od 1D do 12D. Kriterij za določitev ranga bo boljša uvrstitev v skupini, višje število točk, boljša gol razlika, višje število danih golov in boljša uvrstitev na IIHF svetovni lestvici 2009. Štiri najbolje rangirane reprezentance (1D-4D) bodo preskočile uvrstitveni krog in bodo uvrščene neposredno v četrtfinale. Ostalih osem reprezentanc bo tako igralo za preostala 4 četrtfinalna mesta. Zmagovalne reprezentance bodo označena z oznakami od E1 do E4, pri čemer je zmagovalec dvoboja med 5D in 12D označen z E1, zmagovalec dvoboja med 6D in 11D z E2, zmagovalec dvoboja med 7D in 10D z E3 in zmagovalec dvoboja med 8D in 9D z E4. Reprezentance, ki bodo tekmo uvrstitvenega kroga izgubile, bodo prejele končno uvrstitev na olimpijskih igrah od 9 do 12. Merilo za določitev končne uvrstitve bo uvrstitev v skupinskem delu.
| 23. februar 2010 | (8D) Švica | 3 - 2 (SO) | Belorusija (9D) | Canada Hockey Place, Vancouver |

| Poročilo tekme | Poročilo tekme                                                                                              | Poročilo tekme                       | Poročilo tekme                                                                                       | Poročilo tekme                                                |
| -------------- | --- | ------------------------------------ | --- | ------------------------------------------------------------- |
| Začetek: 12:00 | Sprunger (Wick, Plüss) (PP) - 12:25 Domenichelli (Streit, Blindenbacher) (PP) - 27:07 Déruns Lemm Rüthemann | ( 1 - 1, 1 - 1, 0 - 0, 0 - 0, 1 - 0) | 00:59 - Kaljužni (Kostjučenok) 35:42 - Zaharov (Ugarov, Stasenko) (PP) Antonenko Meleško S. Kosticin | Gledalci: 17.400 Sodnika: Paul Devorski Sodnika: Peter Ország |

| 23. februar 2010 | (6D) Kanada | 8 - 2 | Nemčija (11D) | Canada Hockey Place, Vancouver |

| Poročilo tekme | Poročilo tekme | Poročilo tekme         | Poročilo tekme                                                 | Poročilo tekme                                                  |
| -------------- | --- | ---------------------- | -------------------------------------------------------------- | --------------------------------------------------------------- |
| Začetek: 16:30 | Thornton (Heatley, Keith) - 10:13 Weber (Richards) - 22:32 Iginla (Doughty, Staal) (PP) - 23:41 Iginla (Staal, Boyle) - 28:50 Crosby (Staal, Keith) - 41:10 Richards (Morrow, Toews) - 46:41 Niedermayer - 51:22 Nash (Pronger) - 56:28 | ( 1 - 0, 3 - 1, 4 - 1) | 36:34 - Goc (Schmidt, Müller) 58:58 - Klinge (Müller, Hospelt) | Gledalci: 17.700 Sodnika: Jyri Ronn Sodnika: Christopher Rooney |

| 23. februar 2010 | (5D) Češka | 3 - 2 (OT) | Latvija (12D) | UBC Winter Sports Centre, Vancouver |

| Poročilo tekme | Poročilo tekme                                                                                          | Poročilo tekme                | Poročilo tekme                                                               | Poročilo tekme                                               |
| -------------- | --- | ----------------------------- | ---------------------------------------------------------------------------- | ------------------------------------------------------------ |
| Začetek: 19:00 | Rolinek (Kuba, Havlát) (PP) - 05:52 Fleischmann (Krejčí, Červenka) - 11:06 Krejčí (Fleischmann) - 65:10 | ( 2 - 0, 0 - 0, 0 - 2, 1 - 0) | 52:02 - Cipulis (Ņiživijs, K. Rēdlihs) 56:19 - M. Rēdlihs (Bērziņš, Dārziņš) | Gledalci: 5.450 Sodnika: Bill McCreary Sodnika: Brent Reiber |

| 23. februar 2010 | (7D) Slovaška | 4 - 3 | Norveška (10D) | Canada Hockey Place, Vancouver |

| Poročilo tekme | Poročilo tekme | Poročilo tekme         | Poročilo tekme | Poročilo tekme                                                      |
| -------------- | --- | ---------------------- | --- | ------------------------------------------------------------------- |
| Začetek: 21:00 | Handzuš (Gáborík, Mari. Hossa) (PP) - 07:03 Gáborík (Demitra, Chára) (PP) - 10:12 Zedník (Stümpel, Pálffy) (PP) - 18:52 Šatan (Višňovský, Zedník) - 48:41 | ( 3 - 1, 0 - 2, 1 - 0) | 18:06 - Zuccarello Aasen (Holøs) 27:27 - Vikingstad (Thoresen, Zuccarello Aasen) 39:59 - Bastiansen (Olimb, Thoresen) | Gledalci: 17.600 Sodnika: Vjačeslav Bulanov Sodnika: Marc Joannette |

## Končnica

### Drevo končnice
|  | Četrtfinale |             |             |  |    |           |           |           |  |                           |                           |                           |    |
|  | 1D          | ZDA         | 2           |  |    |           |           |           |  |                           |                           |                           |    |
|  | E4          | Švica       | 0           |  |    | Polfinale | Polfinale | Polfinale |  |                           |                           |                           |    |
|  |             |             |             |  |    | Č1        | ZDA       | 6         |  |                           |                           |                           |    |
|  | Četrtfinale | Četrtfinale | Četrtfinale |  | Č4 | Finska    | 1         |           |  |                           |                           |                           |    |
|  | 4D          | Finska      | 2           |  |    |           |           |           |  |                           |                           |                           |    |
|  | E1          | Češka       | 0           |  |    |           |           |           |  | Finale                    | Finale                    | Finale                    |    |
|  |             |             |             |  |    |           |           |           |  |                           | P1                        | ZDA                       | 2p |
|  | Četrtfinale | Četrtfinale | Četrtfinale |  |    |           |           |           |  |                           | P2                        | Kanada                    | 3  |
|  | 3D          | Rusija      | 3           |  |    |           |           |           |  |                           |                           |                           |    |
|  | E2          | Kanada      | 7           |  |    | Polfinale | Polfinale | Polfinale |  | Tekma za bronasto medaljo | Tekma za bronasto medaljo | Tekma za bronasto medaljo |    |
|  |             |             |             |  |    | Č3        | Kanada    | 3         |  | P1                        | Finska                    | 5                         |    |
|  | Četrtfinale | Četrtfinale | Četrtfinale |  | Č2 | Slovaška  | 2         |           |  | P2                        | Slovaška                  | 3                         |    |
|  | 2D          | Švedska     | 3           |  |    |           |           |           |  |                           |                           |                           |    |
|  | E3          | Slovaška    | 4           |  |    |           |           |           |  |                           |                           |                           |    |

### Četrtfinale
| 24. februar 2010 | (1D) ZDA | 2 - 0 | Švica (E4) | Canada Hockey Place, Vancouver |

| Poročilo tekme | Poročilo tekme                                              | Poročilo tekme         | Poročilo tekme | Poročilo tekme                                                |
| -------------- | ----------------------------------------------------------- | ---------------------- | -------------- | ------------------------------------------------------------- |
| Začetek: 12:00 | Parise (Rafalski, Stastny) (PP) - 42:08 Parise (EN) - 59:48 | ( 0 - 0, 0 - 0, 2 - 0) |                | Gledalci: 17.550 Sodnika: Paul Devorski Sodnika: Peter Ország |

| 24. februar 2010 | (3D) Rusija | 3 - 7 | Kanada (E2) | Canada Hockey Place, Vancouver |

| Poročilo tekme | Poročilo tekme                                                                                              | Poročilo tekme         | Poročilo tekme | Poročilo tekme                                                    |
| -------------- | --- | ---------------------- | --- | ----------------------------------------------------------------- |
| Začetek: 16:30 | Kalinin (Volčenkov, Fjodorov) - 14:39 Afinogenov (Kovalčuk, Grebeškov) - 24:46 Gončar (Malkin) (PP) - 31:40 | ( 1 - 4, 2 - 3, 0 - 0) | 02:21 - Getzlaf (Boyle, Pronger) 12:09 - Boyle (Heatley, Marleau) (PP) 12:55 - Nash (Toews, Richards) 18:18 - Morrow (Boyle, Keith) 23:10 - Perry (Getzlaf, Keith) 24:07 - Weber (Toews, Iginla) 29:51 - Perry (Staal, Getzlaf) | Gledalci: 17.750 Sodnika: Dennis LaRue Sodnika: Marcus Vinnerborg |

| 24. februar 2010 | (4D) Finska | 2 - 0 | Češka (E1) | UBC Winter Sports Centre, Vancouver |

| Poročilo tekme | Poročilo tekme                                                 | Poročilo tekme         | Poročilo tekme | Poročilo tekme                                               |
| -------------- | -------------------------------------------------------------- | ---------------------- | -------------- | ------------------------------------------------------------ |
| Začetek: 19:00 | Hagman (Niskala) (PP) - 53:34 Filppula (M. Koivu) (EN) - 58:25 | ( 0 - 0, 0 - 0, 2 - 0) |                | Gledalci: 5.450 Sodnika: Dan O'Halloran Sodnika: Brad Watson |

| 24. februar 2010 | (2D) Švedska | 3 - 4 | Slovaška (E3) | Canada Hockey Place, Vancouver |

| Poročilo tekme | Poročilo tekme                                                                                     | Poročilo tekme         | Poročilo tekme | Poročilo tekme                                             |
| -------------- | -------------------------------------------------------------------------------------------------- | ---------------------- | --- | ---------------------------------------------------------- |
| Začetek: 21:00 | Hörnqvist (Forsberg) - 33:49 Zetterberg (Enström) - 34:26 Alfredsson (Bäckström, Eriksson) - 49:39 | ( 0 - 0, 2 - 3, 1 - 1) | 27:34 - Gáborík (Mari. Hossa, Demitra) (PP) 28:11 - Sekera (Zedník, Pálffy) 39:12 - Demitra (Chára, Mari. Hossa) (PP) 49:01 - Kopecký (Mari. Hossa, Demitra) | Gledalci: 17.500 Sodnika: Bill McCreary Sodnika: Jyri Ronn |

### Polfinale
| 26. februar 2010 | (Č1) ZDA | 6 - 1 | Finska (Č4) | Canada Hockey Place, Vancouver |

| Poročilo tekme | Poročilo tekme | Poročilo tekme         | Poročilo tekme                   | Poročilo tekme                                                      |
| -------------- | --- | ---------------------- | -------------------------------- | ------------------------------------------------------------------- |
| Začetek: 16:30 | Malone - 02:04 Parise (Stastny, Rafalski) (PP) - 06:22 E. Johnson (Pavelski, Malone) (PP) - 08:36 Kane - 10:08 Kane (Rafalski) - 12:31 Stastny (Langenbrunner, Parise) - 12:46 | ( 6 - 0, 0 - 0, 0 - 1) | 54:46 - Miettinen (Lepistö) (PP) | Gledalci: 17.600 Sodnika: Dan O'Halloran Sodnika: Marcus Vinnerborg |

| 26. februar 2010 | (Č2) Slovaška | 2 - 3 | Kanada (Č3) | Canada Hockey Place, Vancouver |

| Poročilo tekme | Poročilo tekme                                              | Poročilo tekme         | Poročilo tekme                                                                                               | Poročilo tekme                                            |
| -------------- | ----------------------------------------------------------- | ---------------------- | --- | --------------------------------------------------------- |
| Začetek: 21:00 | 51:35 - Višňovský (Stümpel) 55:07 - Handzuš (Zedník, Šatan) | ( 0 - 2, 0 - 1, 2 - 0) | Marleau (Weber, Niedermayer) - 13:30 Morrow (Pronger, Getzlaf) - 15:17 Getzlaf (Perry, Pronger) (PP) - 36:54 | Gledalci: 17.800 Sodnika: Dennis LaRue Sodnika: Jyri Ronn |

### Tekma za bronasto medaljo
| 27. februar 2010 | Finska | 5 - 3 | Slovaška | Canada Hockey Place, Vancouver |

| Poročilo tekme | Poročilo tekme | Poročilo tekme         | Poročilo tekme | Poročilo tekme                                               |
| -------------- | --- | ---------------------- | --- | ------------------------------------------------------------ |
| Začetek: 19:00 | Salo (PP) - 18:50 Hagman (Timonen) (PP) - 45:06 Jokinen (J. Ruutu) - 46:41 Jokinen (Pitkänen, Kiprusoff) (PP) - 48:41 Filppula (Timonen) (EN) - 59:49 | ( 1 - 0, 0 - 3, 4 - 0) | 29:56 - Gáborík (Demitra, Chára) (PP) 35:38 - Mari. Hossa (Handzuš, Demitra) (PP2) 38:45 - Demitra (Mari. Hossa) (SH) | Gledalci: 17.300 Sodnika: Paul Devorski Sodnika: Brad Watson |

### Tekma za zlato medaljo
| 28. februar 2010 | ZDA | 2 - 3 (OT) | Kanada | Canada Hockey Place, Vancouver |

| Poročilo tekme | Poročilo tekme                                             | Poročilo tekme                | Poročilo tekme                                                                  | Poročilo tekme                                                  |
| -------------- | ---------------------------------------------------------- | ----------------------------- | ------------------------------------------------------------------------------- | --------------------------------------------------------------- |
| Začetek: 12:15 | Kesler (Kane) - 32:44 Parise (Langenbrunner, Kane) - 59:35 | ( 0 - 1, 1 - 1, 1 - 0, 0 - 1) | 12:50 - Toews (Richards) 27:13 - Perry (Getzlaf, Keith) 67:40 - Crosby (Iginla) | Gledalci: 17.750 Sodnika: Bill McCreary Sodnika: Dan O'Halloran |

## Končna lestvica in statistika

### Končna lestvica
Končna lestvica turnirja:
|     | Reprezentanca |
| --- | ------------- |
|     | Kanada        |
|     | ZDA           |
|     | Finska        |
| 4.  | Slovaška      |
| 5.  | Švedska       |
| 6.  | Rusija        |
| 7.  | Češka         |
| 8.  | Švica         |
| 9.  | Belorusija    |
| 10. | Norveška      |
| 11. | Nemčija       |
| 12. | Latvija       |

### Vodilni igralci
Seznam prikazuje najučinkovitejših 10 igralcev (drsalcev), razvrščenih po točkah, nato zadetkih. Če seznam presega 10 mest, ker je 2 ali več igralcev izenačenih, so vsi izenačeni igralci izpuščeni.
| Igralec        | OT | G | P | TOČ | +/- | KM | Položaj |
| -------------- | -- | - | - | --- | --- | -- | ------- |
| Pavol Demitra  | 7  | 3 | 7 | 10  | 0   | 2  | C       |
| Marián Hossa   | 7  | 3 | 6 | 9   | 0   | 6  | RW/LW   |
| Zach Parise    | 6  | 4 | 4 | 8   | +4  | 0  | LW      |
| Brian Rafalski | 6  | 4 | 4 | 8   | +7  | 2  | D       |
| Jonathan Toews | 7  | 1 | 7 | 8   | +9  | 2  | C       |
| Jarome Iginla  | 7  | 5 | 2 | 7   | +5  | 0  | RW      |
| Sidney Crosby  | 7  | 4 | 3 | 7   | +2  | 4  | C       |
| Dany Heatley   | 7  | 4 | 3 | 7   | +1  | 4  | LW      |
| Ryan Getzlaf   | 7  | 3 | 4 | 7   | +2  | 2  | C       |

OT = odigranih tekem; G = golov; P = podaj; TOČ = točk; +/- = Plus/Minus; KM = Kazenskih minut
Na turnirju sta hat-trick dosegla le dva igralca:
- Jarome Iginla ( Kanada)
- Tore Vikingstad ( Norveška)

### Vodilni vratarji
Seznam prikazuje 5 najboljših vratarjev po odstotku ubranjenih strelov, ki so za svojo reprezentanco odigrali vsaj 40% igralnega časa.
| Igralec          | MIN    | SOG | GA | GAA  | %     | SO |
| ---------------- | ------ | --- | -- | ---- | ----- | -- |
| Ryan Miller      | 355:07 | 147 | 8  | 1.35 | 94.56 | 1  |
| Ilja Brizgalov   | 100:53 | 52  | 3  | 1.78 | 94.23 | 0  |
| Tomáš Vokoun     | 303:35 | 140 | 9  | 1.78 | 93.57 | 0  |
| Henrik Lundqvist | 179:05 | 55  | 4  | 1.34 | 92.73 | 2  |
| Roberto Luongo   | 307:40 | 123 | 9  | 1.76 | 92.68 | 1  |

Za obrazložitev tabele glej sem; MIN = igralni čas (minut:sekund).
Na turnirju je več vratarjev doseglo shutout:
- Roberto Luongo

- Henrik Lundqvist (2)

- Niklas Bäckström

- Jaroslav Halák

- Ryan Miller

- Miikka Kiprusoff

## Sodniki
Tekme moškega olimpijskega hokejskega turnirja so sodili naslednji sodniki:
| Glavni sodnik     | Narodnost | Liga               |
| ----------------- | --------- | ------------------ |
| Vjačeslav Bulanov | Rusija    | KHL                |
| Paul Devorski     | Kanada    | NHL                |
| Marc Joannette    | Kanada    | NHL                |
| Danny Kurmann     | Švica     | Narodna liga A     |
| Dennis LaRue      | ZDA       | NHL                |
| Bill McCreary     | Kanada    | NHL                |
| Dan O'Halloran    | Kanada    | NHL                |
| Peter Orszag      | Slovaška  | Slovaška Extraliga |
| Guy Pellerin      | Kanada    | QMJHL              |
| Brent Reiber      | Švica     | Narodna liga A     |
| Jyri Rönn         | Finska    | SM-liiga           |
| Chris Rooney      | ZDA       | NHL                |
| Marcus Vinnerborg | Švedska   | Elitserien         |
| Brad Watson       | Kanada    | NHL                |

| Linijski sodnik  | Narodnost | Liga               |
| ---------------- | --------- | ------------------ |
| Petr Blumel      | Češka     | Češka Extraliga    |
| Peter Feola      | ZDA       | AHL, ECACHL        |
| Stefan Fonselius | Finska    | SM-liiga           |
| Shane Heyer      | Kanada    | NHL                |
| Andrij Kiča      | Ukrajina  | Ukrajinska liga    |
| Sylvain Losier   | Kanada    | NHL                |
| Jean Morin       | Kanada    | NHL                |
| Brian Murphy     | ZDA       | NHL                |
| Thor Nelson      | ZDA       | NHL                |
| Milan Novak      | Slovaška  | Slovaška Extraliga |
| Tim Nowak        | ZDA       | NHL                |
| Jurij Oskirko    | Rusija    | KHL                |
| Jay Sharrers     | Kanada    | NHL                |
| Felix Winnekens  | Nemčija   | DEL                |